# Coccopsis marginata
Coccopsis marginata är en tvåvingeart som beskrevs av Meijere 1901. Coccopsis marginata ingår i släktet Coccopsis och familjen gallmyggor.
Artens utbredningsområde är New York. Inga underarter finns listade i Catalogue of Life.